# J·J·普茲
喬瑟夫·傑森·普茲（英語：Joseph Jason Putz，1977年2月22日—），為前美國職棒大聯盟的投手，生涯曾效力過水手、大都會、白襪與響尾蛇等隊。

## 職業生涯

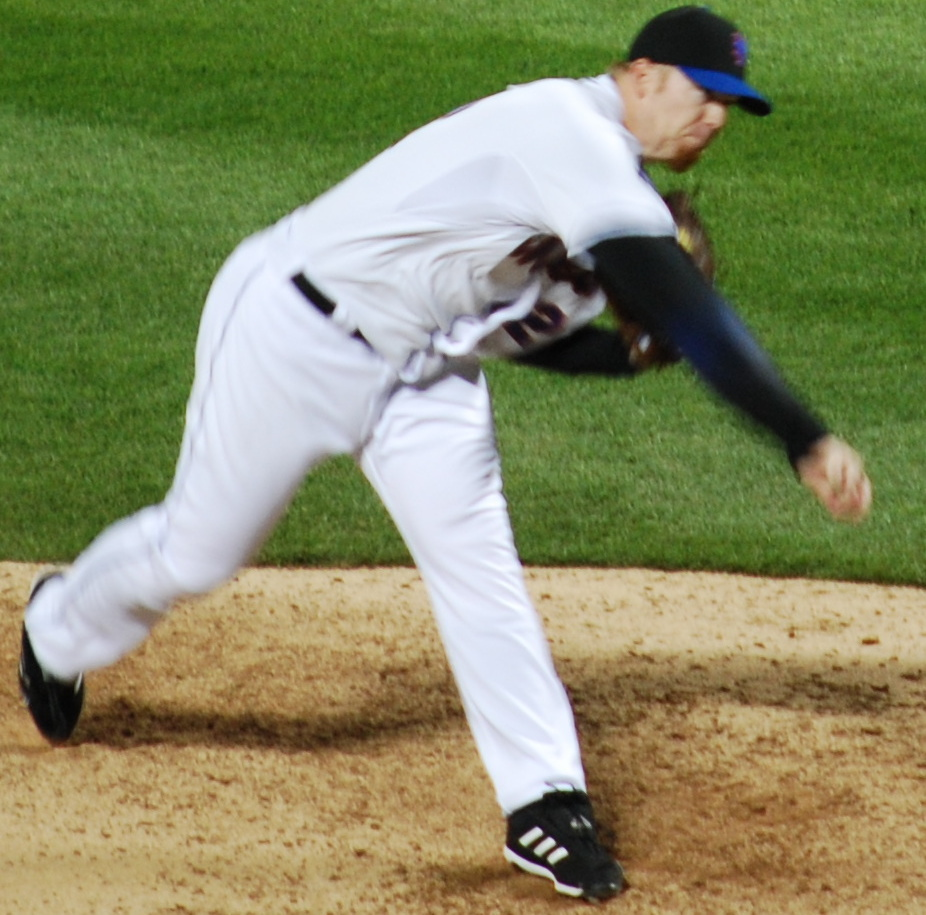
喬瑟夫·傑森·普茲

### 西雅圖水手
普茲在1999年的大聯盟選秀第6輪被水手選中。他在2003年8月中登上大聯盟，並於2006年起正式成為球隊的終結者。
雖然普茲年輕時動輒能投出97英里的直球，但尾勁不足造成他成績不足以名列大聯盟頂尖行列。2006年春訓，他向前水手隊終結者Eddie Guardado請教指叉球，這也讓普茲的表現更上層樓。
由於Guardado年紀較長，因此球隊讓年輕的普茲擔任終結者，而他也拿下36次救援成功，防禦率僅2.30。
2007年，普茲生涯首度入選明星賽。7月14日，普茲連續拿下30次救援成功，打破Guardado保持的隊史紀錄。他也在這年拿下美聯年度最佳救援投手獎。

### 紐約大都會
2008年12月10日，水手將普茲、Sean Green和Jeremy Reed交易到大都會，並將Luis Valbuena交易到印地安人。大都會將Mike Carp、Ezequiel Carrera、Endy Chavez、Maikel Cleto、Aaron Heilman和Jason Vargas交易到水手，印地安人將Franklin Gutierrez交易到水手。雖然他在大都會的初登板投了一局無失分，不過這年他拿下1勝4敗，防禦率5.22，表現差強人意。球季結束後，他成為自由球員。

### 芝加哥白襪
2009年12月11日，普茲與白襪簽下1年300萬美元的合約。2010年7月20日，普茲連續25局無失分，寫下隊史紀錄。

### 亞利桑那響尾蛇
2010年12月7日，響尾蛇與普茲簽下2年1000萬美元的合約。2012年10月20日，球隊執行普茲的球員選擇權。2014年6月20日，普茲被球隊給指定讓渡，最後在27日被釋出。11月，他以特別助理的身分重返響尾蛇。

## 生涯投球成績
| 勝投 | 敗投 | 防禦率 | 出賽場次 | 救援成功 | 投球局數 | 安打 | 失分 | 自責分 | 全壘打 | 保送 | 三振 | 暴投 | 觸身球 |
| ---- | ---- | ------ | -------- | -------- | -------- | ---- | ---- | ------ | ------ | ---- | ---- | ---- | ------ |
| 37   | 33   | 3.08   | 572      | 189      | 566.2    | 469  | 203  | 194    | 50     | 184  | 599  | 24   | 19     |

## 個人生活
普茲目前已婚，太太Kelsey Kollen是一名壘球選手，他們育有3女1子。普茲在大學時期曾是湯姆·布雷迪的室友。

## 外部連結
- 球員資訊和成績在MLB，ESPN，Baseball-Reference，Fangraphs（英文）